# 四日市市立桜中学校
四日市市立桜中学校（よっかいちしりつ さくらちゅうがっこう、英: Yokkaichi Municipal Sakura Junior High School）は、三重県四日市市桜町にある公立の中学校である。略称は桜中（さくらちゅう）。

## 概要
1982年（昭和57年）に四日市市立三滝中学校より分離し、開校した。四日市市立中学校では内部中学校（1985年開校）に次いで2番目に新しい。
本校には2024年（令和6年）現在で315人の生徒が通っており、その多くが四日市市立桜小学校や四日市市立桜台小学校から進学してきている。

## 沿革

### 略歴
本校は、1982年（昭和57年）に四日市市立三滝中学校より分離し、開校した。三滝中学校は、1947年（昭和22年）に三重郡桜村立桜中学校、三重郡神前村・川島村組合立神前中学校として発足。翌年にはこの2つの中学校が校舎再配置により統合し、平和中学校を創立した。その後、1982年（昭和57年）に三滝中学校より分離し、桜中学校が創立された。
2016年（平成28年）には、四日市版コミュニティ・スクールに指定された。

### 年表

#### 昭和時代
- 1982年（昭和57年）
  - 3月20日 - 新校舎（管理棟、教室18室）が完成[3]
  - 4月1日 - 四日市市立三滝中学校より分離開校[3]
  - 5月4日 - 校歌が制定、発表[3]
  - 5月15日 - 特別校舎が完成[3]
  - 5月29日 - 開校式、竣工祝賀式が挙行[3]
  - 9月4日 - 運動場工事が完了[3]
  - 10月6日 - プール、付属施設が完成[3]
- 1983年（昭和58年）
  - 2月23日 - 卒業記念碑が完成し、除幕式が挙行[3]
  - 3月31日 - 体育館（屋内運動場）が完成[3]
  - 6月30日 - 玄関前の築山、体育館の倉庫前側溝が完成[3]
- 1984年（昭和59年）
  - 1月26日 - 卒業記念築山、記念石が完成し、植樹を実施[3]
  - 2月13日 - 体育館前の照明灯が完成[3]
  - 8月17日 - 運動場のテニスコート横側溝が完成[3]
- 1985年（昭和60年）
  - 3月4日 - 卒業記念時計塔が完成[3]
  - 4月13日 - クラブハウス2室が完成[3]
- 1986年（昭和61年）
  - 3月3日 - 特別教室（技術、家庭、音楽）の増築が完了[3]
  - 3月4日 - 卒業記念校歌碑が完成[3]
  - 3月30日 - 視聴覚教室を第2音楽室、普通教室に改装[3]
- 1986年（昭和62年）
  - 12月20日 - 石灰倉庫が完成[3]
- 1987年（昭和63年）
  - 2月15日 - 理科室、視聴覚教室、普通教室の増築が完了[3]
  - 3月31日 - 普通教室2室を多目的ホールに改装[3]

#### 平成時代
- 1990年（平成2年）
  - 4月26日 - 北側フェンス沿いにモミを植樹[3]
- 1991年（平成3年）
  - 3月25日 - 管理棟の西端教室の増築が完了[3]
- 1992年（平成4年）
  - 2月29日 - 武道館が完成[3]
  - 3月10日 - 職員室の増築が完了[3]
- 1993年（平成5年）
  - 3月1日 - 武道館への渡り廊下が完成[3]
  - 3月25日 - 第3体育倉庫が完成[3]
  - 5月21日 - 校地の南西側フェンス沿いにクスノキを植樹[3]
- 1994年（平成6年）
  - 3月19日 - 校地の西側フェンス沿いにアジサイを植樹[3]
  - 4月25日 - 中庭のカラー舗装化工事が完了本校の、生徒数の移り変わり[3]
- 1995年（平成7年）
  - 1月20日 - テニスコートの夜間照明工事が完了[3]
  - 2月16日 - 校地の西側フェンス沿いにヒマラヤスギを植樹[3]
- 1996年（平成8年）
  - 1月10日 - 学級園（7区画、14学級分）が完成[3]
  - 10月30日 - コンピュータ室を特別棟2階に新設[3]
  - 11月28日 - 学級園（4区画、8学級分）を増設[3]
- 1997年（平成9年）
  - 1月20日 - 運動場側のテニスコートを全面改修[3]
  - 3月11日 - 体育館と武道館の北側を舗装[3]
  - 4月1日 - 障害児学級（情緒障害児学級）を新設[3]
  - 8月27日 - 相談室を障害児学級教室購買室を相談室に改修[3]
  - 11月29日 - 体育館の蛍光灯を水銀灯に交換[3]
- 1998年（平成10年）
  - 3月31日 - 武道館の前および西側を舗装[3]
- 1999年（平成11年）
  - 1月14日 - テニスコートの南側フェンスを改修[3]
  - 3月31日 - 職員シャワー室（男女）新設[3]
- 2000年（平成12年）
  - 4月1日 - 障害児学級（知的障害児学級）を新設[3]
- 2002年（平成14年）
  - 6月1日 - 避難用テラスを新設[3]
- 2003年（平成15年）
  - 3月30日 - 職員室空調設備を設置[3]
- 2004年（平成16年）
  - 3月30日 - 学習室にパーテーションを設置[3]
- 2005年（平成17年）
  - 4月1日 - 障害児学級（知的障害児学級）を増設[3]
- 2009年（平成21年）
  - 3月1日 - 防災コンテナを設置[3]
  - 8月 - 配膳室を設置[3]
- 2010年（平成22年）
  - 1月 - 学校給食が開始[3]
- 2014年（平成26年）
  - 3月 - 図書室にエアコンを設置[3]
  - 6月 - ホットルーム（通級教室）が開級[3]
- 2016年（平成28年）
  - 4月1日 - 四日市版コミュニティ・スクールに指定[3][4]
  - 8月 - 音楽室にエアコンを設置[3]

#### 令和時代
- 2020年（令和2年）
  - 3月 - 普通教室にエアコンを設置[3]

## 基礎データ

### 所在地
本校は、三重県四日市市の桜町に位置している。

#### アクセス
本校への交通機関を用いたアクセスと、その徒歩時間。
| 種類 | 路線名   | 駅・停留所名 | 徒歩時間 |
| ---- | -------- | ------------ | -------- |
| 鉄道 | 湯の山線 | 桜駅         | 25分     |
| バス | 三重交通 | 桜花台駐車場 | 5分      |

#### 付近の施設
本校の付近の施設と、そこへの徒歩時間。
| 種類   | 施設名                                       | 徒歩時間 |
| ------ | -------------------------------------------- | -------- |
| 公園   | 桜花台中央公園                               | 10分     |
| 警察   | 四日市西警察署 桜警察官駐在所                | 9分      |
| 消防   | 四日市中消防署 西分署                        | 5分      |
| 消防   | 四日市中消防署 桜分団                        | 8分      |
| 医療   | さくらクリニック                             | 8分      |
| 医療   | さくら総合歯科ベビーキッズ歯ならびクリニック | 8分      |
| 郵便局 | 桜郵便局                                     | 9分      |
| 役所   | 桜地区市民センター                           | 8分      |
| 学校   | 四日市市立桜小学校                           | 10分     |
| 学校   | 三重県立四日市西高等学校                     | 16分     |

### 象徴

#### シンボルマーク
本校のシンボルマークは、桜の花形に中学校の「中」の文字を合わせたもの。

#### 校歌
本校の校歌は、中井正義が作詞、飯沼信義が作曲したもの。校歌は、1982年（昭和57年）5月4日に制定された。

#### 校訓
本校の校訓は、「自立　勤勉　敬愛」。自立には、「夢を持ち、主体的に未来を創造する生徒」という意。勤勉には、「課題を受け止め、粘り強く努力する生徒」という意。敬愛には、「つながりを大切にし、協働的に実践する生徒」という意が込められている。

### 学区
本校の学区の一覧。智積町については、一部地域のみ学区に指定されている。
| 丁番         | 地域指定 |
| ------------ | -------- |
| 智積町       | 一部     |
| 桜台本町     | 全域     |
| 桜町西       | 全域     |
| 桜町南       | 全域     |
| 桜町北       | 全域     |
| 桜花台一丁目 | 全域     |
| 桜花台二丁目 | 全域     |
| 桜台一丁目   | 全域     |
| 桜台二丁目   | 全域     |
| 桜台三丁目   | 全域     |
| 桜新町一丁目 | 全域     |
| 桜新町二丁目 | 全域     |

### 生徒数
本校の2000年（平成12年）からの生徒数の移り変わり。生徒数が最も多かったのは2001年（平成13年）の752人であり、それ以来から減少傾向にある。
| 年                 | 生徒数 | 前年比 |
| ------------------ | ------ | ------ |
| 2024年（令和6年）  | 315人  | 6人    |
| 2023年（令和5年）  | 321人  | 14人   |
| 2022年（令和4年）  | 307人  | 1人    |
| 2021年（令和3年）  | 306人  | 9人    |
| 2020年（令和2年）  | 315人  | 3人    |
| 2019年（令和元年） | 318人  | 5人    |
| 2018年（平成30年） | 323人  | 23人   |
| 2017年（平成29年） | 346人  | 50人   |
| 2016年（平成28年） | 396人  | 30人   |
| 2015年（平成27年） | 426人  | 12人   |
| 2014年（平成26年） | 438人  | 2人    |
| 2013年（平成25年） | 436人  | 22人   |
| 2012年（平成24年） | 458人  | 16人   |
| 2011年（平成23年） | 474人  | 22人   |
| 2010年（平成22年） | 496人  | 9人    |
| 2009年（平成21年） | 487人  | 17人   |
| 2008年（平成20年） | 504人  | 30人   |
| 2007年（平成19年） | 534人  | 43人   |
| 2006年（平成18年） | 577人  | 36人   |
| 2005年（平成17年） | 613人  | 32人   |
| 2004年（平成16年） | 645人  | 51人   |
| 2003年（平成15年） | 696人  | 44人   |
| 2002年（平成14年） | 740人  | 12人   |
| 2001年（平成13年） | 752人  | 13人   |
| 2000年（平成12年） | 739人  | -      |

### 教職員数
本校の2000年（平成12年）からの教職員数の移り変わり。教職員数が最も多かったのは2000年（平成12年）と2002年（平成14年）の42人であり、それ以来から減少傾向にある。
| 年                 | 教職員数 | 前年比 |
| ------------------ | -------- | ------ |
| 2024年（令和6年）  | 25人     | 1人    |
| 2023年（令和5年）  | 24人     | 0.5人  |
| 2022年（令和4年）  | 24.5人   | 0.5人  |
| 2021年（令和3年）  | 24人     | 2.5人  |
| 2020年（令和2年）  | 21.5人   | 1.5人  |
| 2019年（令和元年） | 23人     | 1人    |
| 2018年（平成30年） | 22人     | 3人    |
| 2017年（平成29年） | 25人     | 1人    |
| 2016年（平成28年） | 26人     | 1人    |
| 2015年（平成27年） | 27人     | 1人    |
| 2014年（平成26年） | 28人     | 1人    |
| 2013年（平成25年） | 27人     | -      |
| 2012年（平成24年） | 27人     | -      |
| 2011年（平成23年） | 27人     | -      |
| 2010年（平成22年） | 27人     | -      |
| 2009年（平成21年） | 27人     | 3人    |
| 2008年（平成20年） | 30人     | 3人    |
| 2007年（平成19年） | 33人     | 3人    |
| 2006年（平成18年） | 36人     | 3人    |
| 2005年（平成17年） | 39人     | 2人    |
| 2004年（平成16年） | 37人     | 1人    |
| 2003年（平成15年） | 38人     | 4人    |
| 2002年（平成14年） | 42人     | 1人    |
| 2001年（平成13年） | 41人     | 1人    |
| 2000年（平成12年） | 42人     | -      |

## 学生生活

### 学校行事
本校の年間の主な学校行事予定。

#### 1学期
| 月  | 行事名                            |
| --- | --------------------------------- |
| 4月 | 始業式                            |
| 4月 | 入学式                            |
| 4月 | 自然教室                          |
| 5月 | 修学旅行                          |
| 6月 | 職業体験                          |
| 6月 | 第1回定期テスト                   |
| 6月 | 花いっぱい運動                    |
| 7月 | 壮行会                            |
| 7月 | 全国中学校体育大会 県予選・県大会 |
| 7月 | 終業式                            |

#### 2学期
| 月   | 行事名                 |
| ---- | ---------------------- |
| 9月  | 始業式                 |
| 9月  | 中間テスト             |
| 9月  | 体育祭                 |
| 10月 | 壮行会                 |
| 10月 | 全国中学校体育新人大会 |
| 10月 | 生徒会役員選挙         |
| 11月 | 文化祭・合唱コンクール |
| 11月 | 三泗小･中学校音楽会    |
| 11月 | 三泗中学校駅伝競走大会 |
| 11月 | 美し国三重市町対抗駅伝 |
| 11月 | 期末テスト             |
| 11月 | 花いっぱい運動         |
| 12月 | 人権講演会             |
| 12月 | 終業式                 |

#### 3学期
| 月  | 行事名       |
| --- | ------------ |
| 1月 | 始業式       |
| 1月 | 実力テスト   |
| 1月 | 卒業テスト   |
| 2月 | 社会科見学   |
| 2月 | 学年末テスト |
| 3月 | 卒業式       |
| 3月 | 修了式       |

### 部活動
本校の部活動は計12個あり、運動部が10個、文化部が2個ある。

#### 運動部
| 部活名           | 性別     |
| ---------------- | -------- |
| 軟式野球         | 男女共同 |
| サッカー         | 男女共同 |
| バスケットボール | 男子部   |
| バスケットボール | 女子部   |
| バレーボール     | 女子部   |
| 水泳競技         | 男女共同 |
| 硬式テニス       | 男子部   |
| 硬式テニス       | 女子部   |
| 卓球             | 女子部   |
| 柔道             | 男女共同 |

#### 文化部
| 部活名     | 性別     |
| ---------- | -------- |
| 音楽       | 男女共同 |
| ものづくり | 男女共同 |